# チャールズ・サンダース・パースによる記号の要素とクラス
チャールズ・サンダース・パースによる記号の要素とクラス（チャールズ・サンダース・パースによるきごうのようそとクラス）では、論理学者、数学者、哲学者であり、科学者でもあったチャールズ・サンダース・パース (1839 - 1914) による記号の要素とクラスについて記述する。
パースは、記号論もしくは記号関係の理論についての著作を、1860年代に始めた。その頃には彼は三項からなるカテゴリーシステムを考案していた。彼は記号過程（英: semiosis）を最終的には以下のように定義した。"英: action, or influence, which is, or involves, a cooperation of three subjects, such as a sign, its objec, and its interpretant, this tri-relative influence not being in any way resolvable into actions between pairs" (Houser 1998, 411)。つまり、記号・対象・解釈項（解釈内容）という3つの項目が、相互に協力し合う活動もしくは作用と定義した。この三項関係の作用は、2項間の活動にはどのようにしても分解できないものである。
この独特の三項関係は、パースの「形式的記号論としての論理学」を理解するにあたっても、根本となる。彼は「論理学」を哲学的な論理学という意味で使用した。最終的に、彼は（哲学的）論理学すなわち形式的記号論を以下のように分類した。
1. 思弁的な文法、あるいは 英: stechiology とは、記号学の要素（記号、対象、解釈項）にかんして、記号がどのように特定するか、以下の事柄と関連付けながら考える。どのような種類の記号や対象や解釈項があるか、またどのように記号が結びついて行くか、どのようにある記号が具体化したり、他の記号を取り込んだりしていくか。
2. 推論の様式について、論理学的な批評、もしくは論理学そのものを問うこと。
3. 思索的なレトリック、あるいは 英: methodeutic とは、探求の哲学的理論であり、これは彼によるプラグマティズムを含むものである。

彼の思弁的な文法または 英: stechiology （つまり1.の項目）が、ここでの記事の主題である。
パースは、表象・解釈項・広義の主張のような事柄を、心理学・言語学・社会科学的見地からよりも、むしろ哲学的論理学の見地から、広範に考えるとともに議論した。彼は哲学を、一般性のレベルに置いた。それは、数学と、自然や心などに関する特殊科学との中間に位置する。数学からは諸原則を引き出し、特殊科学へは諸原則を供給するようなものである。一方で、彼の記号学は、問題を解決するために、特定の経験や特定の実験に頼らないのだが、他方で、共通の経験から実例を常に引き出しており、彼の記号論は、数学や演繹的体系には含まれないし、また、純粋の仮説的な対象や事例についての必然的な結論を導き出すようには進まない。哲学的論理学としては、演繹・帰納・仮説的説明のいずれかの結論を引き出すことである。パースの記号論は、その分類、推論の種類の批判的分析、探求の理論などにおける、哲学的論理学なのである。その論理学は、一般に明白な現象としての記号とその三項関係から研究される。

## 記号論の要素
ここに記号の三項関係へのパースの定義がある。この三項関係は論理学に対する彼の定義の中核をなしている。

英: Namely, a sign is something, A, which brings something, B, its interpretant sign determined or created by it, into the same sort of correspondence with something, C, its object, as that in which itself stands to C. (Peirce 1902, NEM 4, 20 - 21).

すなわち、記号とは、なにか（A） であり、別のなにか（B）をもたらすようなものである。別のなにか（B）は、解釈項であり、記号によって決定されたり創造されたりして、記号自身が向き合っている対象 (C) に対して、なんらかの一致をもたらすものである。
この定義は、一致や決定などのパースの定義を含めて、すべての記号関係に対して必然的に当てはまるものであり、すべての説明を引き出すためにも十分である。もちろん、一般的記号関係についての普遍的定理を証明したからそれで終わりというのではなく、記号の理論に対してなすべきことは多くある。例えば、個別の下位の記号関係のいろいろなものを分類する仕事が残っている。実践的な問題として、具体例の全範囲について慣れ親しむことが、理論と適用の両面で不可欠である。
パースの記号の理論では、ある記号は、他の2つの項目すなわち対象と解釈記号とに対して、よく定義された関係を占めているものである。パースの記号の定義は心理学的な主題からは独立しており、彼の記号の理論は言語学単独よりもはるかに多くの基礎部分をカバーしているのだが、記号関係のなじみのある実例や図解の多くは、この主題に対する日常の経験と相俟って、言語学および心理学から由来したものが多くなる。
たとえば、解釈項の概念にアプローチする一つの方法は、言語心理学的プロセスを思い浮かべることである。この文脈では、解釈項は、心、または心のように作用する何か（パースは擬似的精神と呼んだ）に対する記号の作用として理解できる。解釈項は、解釈の過程で生じた何かであり、記号過程としてまとめられる活動のうちのひとつである。このことは、記号は、対象を示すために、仲介者すなわち解釈項を介しておこなう、といった言い方をされる。結局のところ、仲介者は傑出したものであり、それに対する記号の作用ということになる。この作用こそが、パースが解釈項記号、略して解釈項と呼称したものである。最も裸の状態での解釈項は、記号の意味、含意、または派生などである。また、記号過程は、曖昧な記号から、相対的に明瞭な解釈項へと進んでいくものであり、この過程には特別な興味が向けれている。論理学や数学では、対象に対する最も明確になったものや最も簡潔な記号は、規範的形式または正規的形式などと呼称される。
パースは以下のことを論じた。論理学は、最も広い意味での記号の形式の研究であり、記号は、人工的、言語的、象徴的なものから、類似性やら、反応に対する指標のようなものまで関わっている。記号と表象および推論との関係を含めて、「この世は、記号に満ち満ちている。たとえそれが記号のみで排他的に構成されている訳ではないとしても」、という考えをパースは保持していた。それで、すべての思考は時間がかかる、すべての思考は記号の中にあると、パースは主張した。
いうならば、思想は即座に生じるのではない。思想は時間を必要とする。別な言い方をすれば、あらゆる思想は別のものの中で解釈されなければならない。あるいは、すべての思想は記号の中にある。 (Peirce, 1868)
思考は必ずしも脳とつながっているわけではない。蜂や結晶の働きや、純粋な物理的な世界全体を考えてみても、諸々の対象がそこにあり、色や形があるのと同様に、そこに思考が実在していることは否定できないだろう。このことを不当にも否定することに固執するならば、フィヒテに類似したある種の観念的唯名論に行き着くことになる。すなわち、思考は有機的な世界のものであり、そこにのみ発達する。「一般」が具体化する実例がなければあり得ないように、思考は記号がなければあり得ない。ここでの記号には非常に広い意味を与えてはいるが、定義の枠内に納まらないほど広すぎる訳ではない。互いに連結した記号が「擬似的な精神」のようなものを持つことを認めるならば、孤立した記号はあり得ないことがさらに断言出来るだろう。そしてさらに、記号は少なくとも二つの擬似的精神が必要となる。つまり擬似的発言者と、擬似的解釈者である。そしてこれらの二つは、記号それ自身として、一つのもの（ひとつの精神）の中にあり、しかし明確に区別されうるものである。言わば、記号の中に、これら二つは埋め込まれている。このように、あらゆる思考が論理的に展開するためには対話的であるべきだということは、人間心理学の事実に関しても、論理学の必然性についても当てはまる。 (Peirce, 1906 )

### 記号関係
記号関係とは、存在そのもののあり方ではなく、関係の中での存在のあり方である。つまり、それ自身としてではなく、他のものに対するなんらかの関係である。記号の役割は、以下の3項の内の1つの役割を構成している:すなわち、対象、記号、解釈項の3項である。この三項関係はこれ以上には還元できない。事物がなかったとしても、三つの役割は区別される。役割は3つだけである。ある対象の記号は、解釈項を導く。解釈項は記号としてさらなる解釈項を導く。いろいろな関係において、同じ事物が、記号であったり、記号論的な意味での対象であったりする。記号とは何かという問いは、記号関係の概念に依存している。さらに、その記号関係は、三項関係の概念に依存している。そうすると、今度は関係そのものの概念に依存することになる。パースは、関係の非還元性という数学的思想に基づいて、二項的・三項的・四項的な関係を考えている。パースのReduction Thesis によれば、(a)三項関係が必然的である。なぜなら、真正の三項関係は単項的や二項的な修飾句では完全には分析できないから。さらに(b)三項で十分である。なぜなら、三項以下の関係性に還元可能でないような真正の四項的もしくはさらに多項的な関係は存在しないからである。パースや他の研究者、特にロバート・バーチ（1991年）、およびヨアヒム・ヘレス・コレイアとラインハルト・ポッシェル（2006年）はReduction Thesis に対する証明を示している。パースによれば、真正の単項関係の述部は典型的には性質を表現する。真正の二項関係は作用または抵抗となる。真正の三項関係の述部は表象または媒介となる。従って、パースの関係の理論は、彼の3つの基本カテゴリからなる彼の哲学理論をも支持している。
外延x内包=情報。記号関係の2つの伝統的なアプローチは、必要であるが十分ではないものではあるが、外延によるものと、内包によるものである。外延は、記号の対象、また幅や、指示、適用などと呼ばれる。内包は、対象の特徴、品質、記号によって参照された属性、また深さ、意味、意義、含意などと呼ばれる物である。パースはこれに第三のもの、つまり情報によるものを付け加える。情報は変化することもあり、また他の2つのアプローチを、統一された全体へと統合するためのものである。たとえば、上の式から導かれることとして、もし情報の総量が同じであり続けるならば、その述語が、対象について、内包することすなわち意味すること多くなればなるほど、その述語が適用される外延は少なくなる。命題の理解はその意味にかかっている。
決定関係。記号は、その対象をどのように表象するかということで、対象に依存している。対象は、記号が作用するようにし、またある意味で記号を決定する。このような物理的で因果論的意味合いは、記号が指標的な反応関係にある場合に特によく現れる。解釈項は、記号と対象の両方に依存する。対象は、その解釈項を決定することによって、記号を決定する。しかしこのような決定関係は、一列のドミノにみられるような、二項的な出来事の連鎖によるのではなくて、三項関係によるものである。例えば、解釈項は、対象によって表象されるなんらかのものを、単に示すだけではなくて、対象を表象する記号として、解釈項がなんらかのものを表象する。これがまさに情報的な決定関係である。つまり単なる決定論な表現よりもより多くのなんらかのものを示すことになる。パースは、determine という単語を厳密に決定論的意味で使うのではなく、特定もしくは  bestimmtの意味で使った。そこには、影響のような、測定上の変異も含まれている。パースは記号－対象－解釈項を、表象の観念によってではなく、三項の決定様式によって、定義するようになった。というのも、表象自体が、定義されるべきことの部分であるからである。対象は、また別の記号（つまりは解釈項）を決定することによって、記号を決定する。そして、解釈項は、記号が対象を関係付けるのと同様のやり方で、対象を関係付ける。このことによって、解釈項は、対象に対する記号として機能するとともに、さらに別の解釈項記号を決定する。このプロセスが、論理的に構造化されて連続的に続くことにより、記号・対象・解釈項を一般的に決定するものとなる。記号過程において、あらゆる記号は、解釈項が前後に広がった連鎖となっている。情報や論理の決定関係は対象・記号・解釈項を限定するものであり、因果論的または物理的な決定関係のような特殊な場合よりも、さらに一般的なものである。一般的には、記号関係の項目のひとつに関するなんらかの情報は、他の項目に関する何かを伝えるものである。もちろん、この情報の実際量は、ある種の記号関係では、ゼロで有る場合もあるのだが。

### 記号、対象、解釈項
上で概説したように、パースは、記号論の基本的な要素はぴったり3つであると考えていた。つまり、記号・対象・解釈項であり、ここでは少し詳細な肉付けをする。
- 記号（または 表意体 英: representamen）は、「表象・代表（英: represent）」ということのもっとも広い意味でなにかを表現する。記号は、何かについて何かを言っていて、解釈可能な何かである。記号は、必ずしも記号的、言語的、また人工的なものである必要はない。
- 対象とは、記号と解釈項の主題となるものである。それは議論可能なまた思考可能ななにかであり、物、出来事、関係性、品質、法則、論証など、また例えばハムレットのような虚構のものでもありうる[12]。それらのすべては特殊なまたは部分的な対象である。もっとも正確には、対象は、部分や特殊が所属している議論領域である[13]。たとえば、冥王星の軌道の摂動は、冥王星に関する記号であるが、究極的には冥王星にのみに限られるものではない。
- 解釈項（解釈的記号）とは、多少なりとも明確化された記号の意味や効果であり、ある種の形式や観念上の相違点でもある。その相違点によって、記号が真でありまやかしでないものとなる。（パースの記号理論は、最も広い意味での意味に関わるものであり、論理学的な意味合いも含んでいる。だから、辞書によって適切に明らかにされているような単語の意味だけではない）。解釈項は、対象の記号(a)、同じ対象の記号であったものとしての先行する解釈項の記号（解釈された記号）(b)の両方がある。解釈項は、解釈された結果であり、解釈的な関係が完結して、解釈過程や解釈項の産物でもある。この産物や内容自体が、ときには行為になったり、感情をかきたてたり、行動を起こしたりするものとなるのだが。以上述べたことは、記号は対象に対して解釈項で向き合っている、ということでまとめとなるだろう。

こころで理解されるためには、対象に慣れ親しんでいることにある程度は依存する。与えられた記号が何を指示しているかを理解するためには、その記号の対象、それに付随する記号や記号体系、また文脈などの経験を必要とする。付随する経験、付随する観察、付随する知識、ほぼ同じような術語について、パースも述べている。
表意体（英: representamen）は、パースに採用された用語（新造語ではない）であるが、彼の理論がカバーするあらゆる記号または記号的ものを包括する術語となっている。ここで問題となることは、理論上定義された「表意体」が、日常的な語である「記号」がカバーする事例と同じものをカバーするかどうかである。「表意体」の単語としては、派生的な意味が生じていることもある。パースは以下のような例をあげている。記号の作用は常に心に関係している。もしあるヒマワリが、たまたま太陽の方を向いただけだったものが、そのことによって、太陽と全く同じ方法で回るヒマワリがずっと再生産され続けられたのだとしたら、最初のヒマワリが太陽を向くことは、太陽の記号ではないだろうが、太陽の表意体 とはなりえる。パースは最終的には「表意体」という単語の使用をやめた。
パースは彼の記号学的要素、特に記号とその解釈項についていろいろな分類を行った。
ここでの記号・対象・解釈項の三対の理解するにあたって、特に関連することは、記号との関係において、その対象と解釈項は直接的（記号の内にある）か、媒介的であるかどうかである。
1. 記号、記号自身に対して常に直接的であること。すなわち同義反復の意味で、またそれ自身のうちで、またはそれ自身のところで存在することからして。たとえ、それが心に直接的でないとしても、過程無しで直接的に成し遂げられるとしても、実例によってのみ理解されるような一般的なものであるとしても、直接的とみなされるだろう。
2. 対象
  1. 直接的対象、記号の中で示されたものとしての対象
    
  2. 動的対象、実在的なものとしての対象。直接的対象がもっている観念が、根底にあって、基礎づけられるような対象である[17]。dynamoid object, dynamical object とも呼ばれる。
3. 解釈項
  1. 直接的解釈項、印象の性質であり、その印象とは、記号から産出してくるものに適合しているのだが、なんらかの現実の反応によるものではない。解釈者や擬似的な解釈者が関与しなかったとしても、記号が保持している印象である。記号の意味と通常に呼ばれているものがこれにあたる。
    
  2. 動的解釈項、記号が、心や擬似的な心におよぼす（感覚とは分離した）現実の効果。例えば、感覚によって興奮するようなこと。
    
  3. 最終的解釈項、記号が心や擬似的な心に働きかけたときに生じる効果であり、状況が許すならば、十分に達成されうるもの。天候に関する問いかけの最終的解釈項は、問いかけの目的である。つまり、その応答は、その日の誰かの靴を選ぶという計画に影響する。ある一連の研究においては、最終的解釈項は、理想的な最終意見としての真理のようなものである。そしてそのような解釈項は、研究の都合によって不可避的に延び延びになっていたとしても、遅かれ早かれ到達されるものである。もちろん、真理自体は、あなたや私や限られた研究者集団が信じているものからは、独立なものなのだが。

直接的対象は、理論家の観点からは、実際上は動的対象である記号の一種と見なされるだろう。しかし、現象学的には、それを越える理由があるうちは認められる対象である。ある記号過程を分析（理論的にではなく批判的に）している誰かが、そうではないとみなすまでは、その対象は直接的対象であると見なされるだろう。
対象には架空のものありえるから、実在（英: real）よりは動的（英: dynamic）な対象といった表現をパースは好んだ。例えば、ハムレットは架空の存在だろうと当然思われているが、ハムレットの劇中の会話の世界では、実在の人物でもある。
直接的、動的、最終的解釈項と並べてみたときに、これが現実の記号過程の時間的継起で、それぞれ始まり、中間段階、終わりであると見なしたくなるだろう。しかし、その区別は、むしろ様式的でカテゴリー的なものである。直接的解釈項は、記号が産出する印象の性質であり、特定の可能性が関与している。動的解釈項は現実性が関与している。
最終的解釈項は、意見や解釈などの現実の趨勢に影響されないある種の規範や必然性が関与している。最終的解釈項そのものは、現実的には得られないものなのだ。その代わりに、首尾よくそれと一致することもあるのだろう。パースは可謬主義者として、以下のような考えをもっていた。人は、今行ったことに対してなにか保証があるからではなく、強いられた理由、ときにはそう考えざるを得ないということによっているのだ。現実的な問題においては、時には、そのように行うことに完全な信頼をおいて振る舞わなければならないこともあるだろう。（パースが述べているところでは、実践的な問題においては、本能や感情また伝統に頼ることの方が、理論的な探求よりも良いことが多いとなる。）ともかく、真理が、真理を追求することの最終的解釈項である限りでは、真実とはなんであるか？　そしていつ、どの程度に真理に到達出来るものなのか？　といった問いに関する最終的解釈項に、実質的に一致しているものと信じる他はない。

## 記号のクラス
パースは記号のいくつかのタイプ分けと定義を提案する。記号とは何かについて、パースの業績全体から76以上もの定義が集められている。それでも、いくつかの基準となるようなタイプ分けが見られる。その重要なものが、「類像」、「指標」、および「象徴」の区別だろう(CP 2.228、CP 2.229、およびCP 5.473)。類像・指標・象徴のタイプ分けは、年代的には最初に現れたが、構造的には3つの項目の2番目に来る。3つの項目はさらに3つの値を取るパラメータがいっしょになって、9種の記号の規則的な図式となる。（3つの「パラメータ」（パースの用語ではない）は互いに独立ではなく、この記事の下の方で示されるように、結果として一連の10個の記号のクラスを生じる）。
パースの3つの基本的現象学カテゴリは、これらの分類において主役となってくる。この記事のずっと下の方で、記号のクラスの説明で用いられる1-2-3の数字は、記号のクラスとこのカテゴリをパースが組み合わせたものである。そのカテゴリーは以下のとおりである。
3つの記号のタイプ分けは、(I)記号それ自身、(II)記号がその指示された対象をどのように表示するか、(III)記号がその解釈項に対してその対象をどのように表示するかに、それぞれ依存している。それぞれの3つのタイプ分けは、パースの3つの現象学カテゴリに基づいて、さらに三方向の区分つまり三分岐となっている。
1. 性質記号、単一記号、法則記号。あらゆる記号は、以下のどれかに区分される。（性質記号）性質または可能性、（単一記号）実際のまたは個々の事柄、事実、出来事、状態など、（法則記号）規範、習慣、規則、法則など。（また、タイプ、トークン、トーン、potisign、actisign、famisignとも呼称される）
2. 類像、指標、象徴。あらゆる記号は、以下のどれかのやり方で対象を参照する。（類像）その対象との類似性を通じて、（指標）その対象との事実上の接続を通じて、（象徴）その対象を参照する解釈上の習慣や規範を通じて。
3. 名辞、命題、論証。あらゆる記号は、以下のどれかのやり方で解釈される。（名辞）術語のように、性質の点から対象を示すことによって、（命題記号）命題のように、事実の点から対象を示すことによって、（論証）論証的に、習慣や法則から対象を示すことによって。この区分は、すべての記号を、推論を形成する素材とする3区分である。（他にsumisign、decisign、suadisign、seme、pheme、delomeとも呼称される）。

あらゆる記号は(I)(II)(III)のどれかのクラスにあてはまる。従って、3つのタイプ分けのそれぞれは、あらゆる記号に対して、3つの値をもったパラメータとなる。3つのパラメータはお互いに独立しておらず、多くの分類の組み合わせは見つからない。それで、結果は27ではなく、代わりに、10の記号のクラスが、この段階の分析では完全に特定される。
後年、パースはさらに詳細な分析を試みた。すなわち、記号のクラスを、記号・対象・解釈項に対するだけではなく、記号・直接的対象・動的対象・直接的解釈項・動的解釈項・最終的もしくは規定的解釈項に対するものとして定義した。かれは、10項目の3分岐を目指していたことになる。そしてその項目のなかで上の3分岐を散在させることによって、記号の66のクラスを導き出した。しかし、彼はそのシステムを最終的なかたちとしては残さなかった。いずれにしても、そのようなシステムにおいて、類像・指標・象徴は、動的対象をどのように表現するかのカテゴリーにクラス分けされ、一方、名辞・命題記号・論証は、最終的もしくは規定的解釈項にどのように向き合うかのカテゴリーによってクラス分けされた。
これらの概念化はパースの記号理論に特有のもので、「類像」、「象徴」、「指標」、「トーン」、「トークン」、「タイプ」、「学術用語」、「命題」、「論証」、および「rhema」などの用語の意味の一般的用法とは、必ずしも対応しない。

### I.性質記号、単一記号、法則記号
トーン、トークン、タイプまたはポティサイン、アクティサイン、ファミサインとも呼称される。
以下は、記号自身の現象学的カテゴリー（1903年、1904年などの記述）によって特徴付けられたものとしての記号のタイプ分けである。
1. 性質記号（またはトーン、potisign、mark）は「第一のもの」であり、感覚の質、可能性などからなる記号である。
2. 単一記号（またはトークン、actisign）は、「第二のもの」で、作用や抵抗、現実の単一の事柄、現実に出現したことや事実などからなる記号である。
3. 法則記号（またはタイプ、famisign）は、「第三のもの」、（一般的な）観念、規範、法則、表象関係などからなる記号である。

ある法則記号のレプリカ（また実例とも）は、また記号でもあり、しばしば現実の個物(sinsign)でもある。その個物は法則記号を具体化するものである。あるレプリカは、関連する法則記号に対する記号でもある。従って、またその法則記号の対象に対する記号でもある。すべての法則記号は、表現のために、レプリカとしての単一記号を必要とする。すべてではないが法則記号のあるものは象徴である。すべての象徴は法則記号である。同じ意味を持つ異なる単語は、それぞれが象徴であるが、さらに上位の象徴のレプリカである。その上位の象徴は、意味するところからなり、レプリカの質を規定しないような象徴である。

### II.類像、指標、象徴
ここでは、対象を指示するやり方が、どのような現象学的カテゴリーによるものかで区別された記号のタイプ分けを述べる（このことは、1867年に初めて提示され、そして後年にも何度も示された）。このタイプ分けは、記号がその対象を参照するやり方の違いを強調している。類像はそれ自身の性質によって、指標は対象との実際の結合によって、象徴はその解釈項（interpretant）に対する習慣や規則によって、対象を参照する。この様相は、ときには複合的になることもある。例えば、あるサインが、道路の分岐を類像的に分岐する線で示すこともあれば、道路の分岐点の近くで指標的に示すこともある。
1. 類像（また likeness, semblanceとも呼ばれる）は、性質から対象を指示する記号である。その性質は、対象と共有されているものであるが、しかし対象と無関係のものであってもよい。類像（たとえば肖像画やダイヤグラム）は、対象と似ているか模倣している。類像自身は、それ自身の内に何らかの特徴や外見をもっている。それはまた、対象が持っている（あるいは、持つと想像される）ものでもある。このことから、対象が存在しない場合でも、類像が記号として解釈されることにもなる。類像は本質として、その根本的性質(ground)に基づいて意味を示す。（パースは根本的性質を、ある性質の純粋な抽象と定義した。そうすると、記号の根本的性質とは、以下のような性質についての純粋な抽象となる。つまり、 記号が対象を参照するときの性質であり、類似性によることもあれば、象徴の場合には、その性質を対象が特性として持つことによる[25]）。パースは、ラベルや説明事項などの記号に付随した指標を取り外したものとしての類像を、ヒポイコン（hypoicon）と呼んだ。ヒポイコンを3つのクラスに分けた:(a)イメージ：単純な性質に依存したもの、(b)ダイアグラム：その内部の関係が、主として2項的であるかそのように見なされているもので、なんらかの点で関係をアナロジーとして示しているもの、(c)メタファー：ある記号の代表的な特徴を、他のなにかにおける平行性を示すことによって、示すこと[26]。ダイヤグラムは幾何学的でもありえるし、代数式の配列でもありえる。あるいは、ごくありふれた「すべての○○は××である」といった文章においても。この文章は他のダイアグラムと同様に、論理学的や数学的変形を与えることができる。パースは数学はダイアグラム的な思考（ダイアグラムに関する観察や実験など）によってなされると考えていた。
2. 指標[27]とは、現実の結合から対象を指示する記号である。また、解釈項とは無関係な存在であることから、パースは実在する関係であると呼んでいるものである。指標は、とにかく関係が重要である。実際、類像がその対象を指し示すのに根本的性質を持つだけであり、また象徴が解釈の習慣や法則によって示すのに対比される。対象に関する情報をもたらすのではなく単に注意を仕向けるような指標が、純粋な指標である。もちろん、そのよう理想的な区分は、実際には実現しないのだろうが。指標的な関係が、物理的もしくは因果的な抵抗や反作用などのように、対象と指標を結びつけるものならば、指標は反応物（例えば、建物からの煙が火事の反応的な指標であること）となるだろう。そのような指標は対象によって実際に影響されたり変形されたりする。それで、このような指標こそ、対象に関する事実を確かめるために用いることが出来るものである。パースはまた、通常指標が現実の個別の事実または物である必要がなくて、一般でもありえると考えていた。例えば、病気の兆候は一般ではあるが、その出現は単一的である。そして彼は指示詞を指標であると普通にみなしていた。たとえば代名詞、固有名、ダイヤグラムの上のラベル文字などを考えていた（1903年には、個物だけが指標であると言った[28]、「指標」のための別の表現として「seme」を与えるとともに、指示詞について"subindices or hyposemes,[29]」と呼んだ。）。それはまた、一種の象徴である。一方、"degenerate index"は、non-individual object を指示するものであり、それ自身の特徴を示している個別の事物によって説明されるものとして、認めた。しかし、その後 1904年までに、index に、一般をも含めることにした。そして指示詞を指標として分類した。1906年には、seme の意味を、初期の sumisign と rheme の意味に戻した。
3. 象徴は、そこから解釈されるであろう事実からのみによって、その対象を指示する記号である。象徴は、自然的、慣習的、また論理的な規則、規約、習慣などに関わっている。その習慣は、象徴から派生した記号が持っているような、指示された対象に対する類似性や実在的な結合に依存することを、欠いているかほとんど失っている。結局、象徴はその解釈項によって対象を指示する。その記号活動（英語: semeiosis）は、習慣によって支配されている。その習慣は、解釈項を確実なものにする観念連合が、多少なりとも系統的なセットになったものである。パースにとっては、あらゆる象徴は一般的なものる。現実の個別の象徴と呼ばれるようなもの（例えば、このページ上に象徴と書かれたもの）は、パースによれば象徴のレプリカまたは実例と呼ばれるべきものである。象徴は、他の全てのレジサイン（「タイプ」とも呼ばれる）のように、表現のために現実の個々のレプリカを必要とする。命題は、ある種の象徴の実例である。この象徴は、言語やら、あらゆる表現の形式やらにかかわりなく、またそのレプリカの品質とを規定しない[30]。象徴的な単語（「これ」のように指標的であったり、「ヒュー」というような類像的なものとは違って）は、そのレプリカの性質（特に外見や音など）を規定するものである[31]。必ずしもあらゆるレプリカが現実的で個物的というわけではない。同じ意味（英語のhorseとスペイン語のcaballoのような）を持つ2つの単語象徴は、両者が共有する意味をもった別の象徴のレプリカとなっているような象徴である。[24]本、理論、人は複合的な象徴である。

### III.名辞、命題、論証
英: sumisign, 英: decisign, 英: suadisign、または英: seme, 英: pheme, 英: delomeなどとも呼ばれた。そして伝統的な名辞、命題、論証の拡張された意味としてもみなされた。
以下は、現象学的カテゴリーによって区別された記号のタイプ分けである。そのカテゴリーは、記号の解釈項が、対象をどのように指示するかのやり方によっている。（1902年、1903年などに記述された）
1. 名辞記号（英: rheme: 英: sumisignまたは 英: seme と呼ばれる）は、性質に関することで対象を示す記号である。それで、示された解釈項は、特徴や標識として表現される。また、名辞の対象は類像・指標・象徴になりえ[32]、これを名辞的記号の開放性という。名辞記号（セイム）はなんらかの目的のためにその対象を示すものとしてある[33]。主語の場所が空白のままで残された命題は名辞記号である。しかし主語の項目自身もまた名辞記号である。パースがいうように、ある命題は、空白の名辞記号と空白の述語記号と考えられる。
2. 命題記号（英: dicisign：英: dicent sign または 英: pheme とも呼ばれる）は現実的に存在するものに関することで対象を指示する記号である。その示された解釈項は、指標的なものとして示される[34]。現実的には指標か象徴かであるのだが。命題記号は別々に対象（その述部の主語として）を指し示す[35]。命題記号は「その解釈項に強制的な影響を及ぼすことを意図している」[33]。パースは、風見鶏や写真などが命題と見なされる場合において、命題の考え方を一般化していたようだ。（それらを「命題記号」と呼んだ）従来の意味での命題は命題的象徴（または象徴的命題記号）である。主張もまた命題記号である。
3. 論証（英: argument：'英: suadisign または 英: delomeとも）、法則や習慣に関わることで対象を表現する記号である。従って、その示された解釈項は象徴的なものとして表現される。（そして実際のところ、論証は最初象徴とされていたのだが）[36]。論証は、その示された解釈項（論証の結論）を強く結びつけて示す（英: monstrate）ものである。そのような強く結びついた関係性が取り除かれてしまえば、論証は命題記号となる[35]。それは、まさしく思想や記号の変化のプロセスであり、あたかも解釈者自身の自己制御をとおして、解釈者に変化が導かれるように起こる[33]。小説、美術品、宇宙はパースの用語では論証であると見なされる。

 *注:彼の"Prolegomena To an Apology For Pragmaticism" (The Monist, v. XVI, no. 4, Oct. 1906)の中で、パースは 名辞記号・命題記号・論証(rheme-dicisign-argument) のタイプ分けに対して、「セイム(seme)」、「フェイム(pheme)」、「デローム(delome)」という単語を使っている（506ページ、507ページなど）、しかし、彼の存在グラフのシステムでは、述語のために「rheme」という単語を使っている（530ページ）。またパースが1903年に「指標」のための別の表現として「seme」を与えたことにも注意せよ。

### 3つの記号区分の統合：記号の10個のクラス
下のテーブルには、 「I.」「II.」「III.」というラベルを貼られた3つの記号区分をまとめたものが示されている。パラメータとして個々の区分は互いに独立していない。上でも述べたように、多くの組み合わせは見つからない。斜めと垂直の線は、記号の可能な組み合わせの選択肢を示している（1904年8月7日の原稿 MS339で述べられており、Lyris peirce-lアーカイブのここで実物を見ることが出来る。）。）。結果として、記号の10個のクラスとなる。
テーブル中の括弧の中の語は、同種の記号の別名である。
| 現象学的カテゴリ: 記号はそれぞれの現象学的カテゴリによって区別される。 | 1.感覚の性質、可能性、基盤に対する参照  | または | 2.反応、抵抗、粗野な事実、相関に対する参照 | または | 3.表象、媒介、習慣、法則、解釈項に対する参照 |
| I.記号自身の:                                                          | 性質記号 （トーン、potisign）           | または | 単一記号 （トークン、actisign）            | または | 法則記号 （タイプ、famisign）                |
| および                                                                 |                                         |        |                                            |        |                                              |
| II.その対象を指示する記号のやり方:                                     | 類像 （類似など）                       | または | 指標 (記号*)                               | または | 象徴 (一般的な記号*)                         |
| および                                                                 |                                         |        |                                            |        |                                              |
| III. 解釈項に表象されたものとして、記号が対象を示すときの記号のやり方: | 名辞記号 （sumisign, seme, 例えば術語） | または | 命題記号 （命題的記号、pheme, 例えば命題） | または | 論証 （suadisign, delome）                   |

 *注:上で注記したように、パースは、"On a New List of Categories"（1867年）において、「指標」に対する別の表現として、十分吟味しないままで「記号(sign)」という単語を用いた。さらに、「象徴」に対する別の表現として「一般的記号(general sign)」を与えた。その後すぐに、記号という単語をより広い意味で、指標も類像も象徴も含むものとして用いるようになった。そして最終的には、象徴が一般的記号と呼ばれうる唯一の記号という訳ではないと判定した。詳細は、「II.類像、指標、記号」のセクションの終わりの注も参照のこと。

また、ある術語（伝統的意味での）がぴったりと名辞ではないことにも注意せよ。術語は名辞的な象徴である。同様に、命題（伝統的意味での）は、ぴったりと命題記号ではない。それは、命題的な象徴である。
|        | 記号自身の現象学のカテゴリ | 対象に対する関係 | 解釈項に対する関係 | 括弧内は名称の重複         | いくつかの実例                                     |
| (I)    | 性質記号                   | 類似記号         | 名辞               | （名辞的・類似的）性質記号 | 「赤」の感覚                                       |
| (II)   | 単一記号                   | 類似記号         | 名辞               | （名辞的）類似的単一記号   | 個々のダイヤグラム                                 |
| (III)  | 単一記号                   | 指標記号         | 名辞               | 名辞的指標的単一記号       | 自発的な叫び声                                     |
| (IV)   | 単一記号                   | 指標記号         | 命題               | 命題的（指標的）単一記号   | 風見、写真                                         |
| (V)    | 法則記号                   | 類似記号         | 名辞               | （名辞的）類似的法則記号   | 現実の個物性からはなれたダイアグラム               |
| (VI)   | 法則記号                   | 指標記号         | 名辞               | 名辞的指標的法則記号       | 指示代名詞                                         |
| (VII)  | 法則記号                   | 指標記号         | 命題               | 命題的指標的法則記号       | 呼び売り商人の声（個人をトーンとテーマで識別する） |
| (VIII) | 法則記号                   | 象徴記号         | 名辞               | 名辞的                     | 普通名詞                                           |
| (IX)   | 法則記号                   | 象徴記号         | 命題               | 命題的象徴記号（法則記号） | 従来の意味での命題                                 |
| (X)    | 法則記号                   | 象徴記号         | 論証               | 論証                       | 三段論法                                           |

|                            |                             |                              |                              |                                 |                                 |                               |                          |
| (I) 名辞的 類似的 性質記号 | (I) 名辞的 類似的 性質記号  | (V) 名辞的 類似的 法則記号   | (V) 名辞的 類似的 法則記号   | (VIII) 名辞的 象徴記号 法則記号 | (VIII) 名辞的 象徴記号 法則記号 | (X) 論証 象徴的 法則記号      | (X) 論証 象徴的 法則記号 |
|                            | (II) 名辞的 類似的 単一記号 | (II) 名辞的 類似的 単一記号  | (VI) 名辞的 指標的 法則記号  | (VI) 名辞的 指標的 法則記号     | (IX) 命題的 象徴記号 法則記号   | (IX) 命題的 象徴記号 法則記号 |                          |
|                            |                             | (III) 名辞的 指標的 単一記号 | (III) 名辞的 指標的 単一記号 | (VII) 命題的 指標的 法則記号    | (VII) 命題的 指標的 法則記号    |                               |                          |
|                            |                             |                              | (IV) 命題的 指標的 単一記号  |                                 |                                 |                               |                          |